# Kalliosaari (ö i Norra Karelen, Joensuu, lat 62,99, long 29,54)
Kalliosaari är en ö i Finland. Den ligger i sjön Höytiäinen och i kommunen Polvijärvi i den ekonomiska regionen  Joensuu ekonomiska region  och landskapet Norra Karelen, i den sydöstra delen av landet, 400 km nordost om huvudstaden Helsingfors. Öns area är 1,4 hektar och dess största längd är 330 meter i nord-sydlig riktning.